# 카미에다 에미카
카미에다 에미카(일본어: 上枝 恵美加, 1994년 7월 13일~)는 과거 여성 아이돌 그룹 NMB48의 멤버로 활동한, 일본의 여배우이다.